# Symmachia falcistriga
Symmachia falcistriga is een vlindersoort uit de familie van de prachtvlinders (Riodinidae), onderfamilie Riodininae.
Symmachia falcistriga werd in 1910 beschreven door Stichel.